# Syrische Turkmenenbrigaden

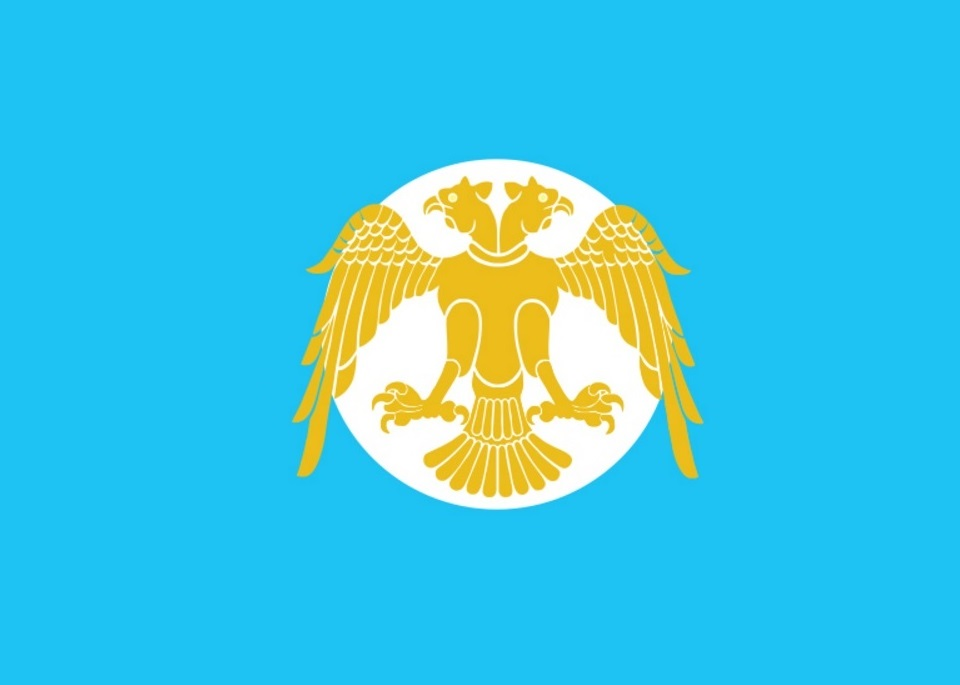
Flagge der Syrischen Turkmenenbrigade

Syrische Turkmenenbrigaden (arabisch كتائب تركمان سوريا, DMG katāʾib turkumān sūriyā ‚Brigaden der Turkmenen Syriens‘, türkisch Suriye Türkmen Ordusu/Cephesi) sind eine paramilitärisch organisierte Oppositionsgruppe der Turkmenen Syriens, die im Bürgerkrieg in Syrien gegen die Syrischen Sicherheitskräfte kämpft. Sie besteht aus mehreren Brigaden in Latakia, Aleppo, Homs, Raqqa, Damaskus, Idlib, Hama und Tartus. Sie wird auch arabisch الجيش السوري التركماني, DMG al-ǧaiš as-sūrī at-turkumānī ‚Syrisch-turkmenische Armee‘ genannt.
Die politische Vertretung der Brigaden ist die Versammlung der syrischen Turkmenen (المجلس السوري التركماني, Suriye Türkmen Meclisi). Ideologische und logistische Unterstützung wird von der Türkei gewährt.
Der stellvertretende Kommandeur der Brigaden, Alparslan Çelik, ist ein türkischer Staatsbürger aus Keban, der osttürkischen Provinz Elazığ und Mitglied der Grauen Wölfe. Im Jahr 2014 berichteten mehrere türkische Zeitungen, Çelik sei in den Irak gereist und habe sich Turkmenen im Kampf gegen den IS angeschlossen.
Im Zusammenhang mit Angriffen der, die syrische Regierung unterstützenden, russischen Luftstreitkräfte auf Stellungen der Turkmenenbrigaden in der Provinz Latakia, kam es am 24. November 2015 zum Abschuss einer Suchoi Su-24 durch die türkischen Luftstreitkräfte.